# فدرستون، استفوردشر
فدرستون (به انگلیسی: Featherstone) یک روستا و محله مدنی در بریتانیا است که در South Staffordshire واقع شده‌است. فدرستون ۴٬۷۲۵ نفر جمعیت دارد.